# Kanton Coligny
Coligny is een voormalig kanton van het Franse departement Ain. Het kanton maakte deel uit van het arrondissement Bourg-en-Bresse. Het kanton werd opgeheven ingevolge de administratieve herindeling goedgekeurd in 2013 en van toepassing sedert de departementsverkiezingen van maart 2015. De gemeenten zijn opgenomen in het kanton Saint-Étienne-du-Bois.

## Gemeenten
Het kanton Coligny omvatte de volgende gemeenten:
- Beaupont
- Bény
- Coligny (hoofdplaats)
- Domsure
- Marboz
- Pirajoux
- Salavre
- Verjon
- Villemotier